# روپرت گولد
روپرت گولد (انگلیسی: Rupert Goold؛ زادهٔ ۱۸ فوریهٔ ۱۹۷۲) کارگردان نمایش اهل بریتانیا است. وی از سال ۱۹۹۵ میلادی تاکنون مشغول فعالیت بوده‌است.
از فیلم‌ها یا مجموعه‌های تلویزیونی که وی در آن‌ها نقش داشته‌است، می‌توان به ریچارد دوم، داستان واقعی و جودی اشاره نمود.
وی همچنین برندهٔ جوایزی همچون جایزه لارنس الیویه شده‌است.